# Unlocking the Cage
 Unlocking the cage es una película documental estadounidense filmada en 2016 sobre el trabajo del Nonhuman Rights Project (Proyecto de Derechos no Humanos, NhRP por sus siglas en inglés) y los esfuerzos del abogado Steven Wise por conseguir derechos legales para los animales no humanos, dirigido por D. A. Pennebaker y Chris Hegedus. Fue la última película dirigida por Pennebaker antes de su muerte en agosto de 2019. 
El diario The Guardian la calificó de "documental ejemplar sobre los derechos de los animales", y afirmó que "plantea ciertas cuestiones legales y éticas fascinantes", mientras que el semanario Variety la tildó de "pesada".